# Made in Brooklyn
"Made in Brooklyn" è il secondo album ufficiale dell'MC newyorkese Masta Killa, membro del Wu-Tang Clan. Il disco, uscito per l'etichetta indipendente Nature Sounds, vanta le collaborazioni di tutti i membri del Clan, dei rapper Victorious, K.Born, Free Murder, Killa Sin e del cantante Startel. La traccia "Ringin Bells", già presente nella raccolta "Natural Selection", è inclusa nel disco.

## Singoli
Il primo singolo dell'album è "It's What It Is" con featuring di Raekwon the Chef, GhostFace Killah e produzione di P.F. Cuttin. Come B-side del singolo troviamo "Brooklyn King", prodotta da Dev 1.

## Tracce
1. Then And Now
2. E.N.Y House
3. Brooklyn King
4. It's What It Is
5. Nehanda & Cream
6. Iron God Chamber
7. Pass The Bone (Remix)
8. Older Gods pt. II
9. Let's Get Into Something
10. Street Corner
11. Ringing Bells
12. East M.C's
13. Lovely lady